# Synapseudes rudis
Synapseudes rudis är en kräftdjursart som beskrevs av Menzies 1953. Synapseudes rudis ingår i släktet Synapseudes och familjen Metapseudidae. Inga underarter finns listade i Catalogue of Life.